# Laura Tohe
 (février 2025).
Laura Tohe (Fort Defiance, Arizona, États Unis, 1952) est une femme de lettres et psychologue navajo, actuellement professeur émérite à l'Université d'État de l'Arizona.

## Biographie
Son père est code talker, et elle grandit en parlent l'anglais et le navajo.
Elle étudie à l'Université du Nouveau-Mexique avec un doctorat à l'Université de Nebraska-Lincoln.

## Œuvre
- Making Friends with Water (1986)
- No Parole Today (1999)
- Tséyi' / Deep in the Rock: Reflections on Canyon de Chelly (con el fotógrafo Stephen E. Strom, 2005)
- Code Talker Stories (2012)